# Décès en 1271
Décès
- 1267
- 1268
- 1269
- 1270
- 1271
- 1272
- 1273
- 1274
- 1275

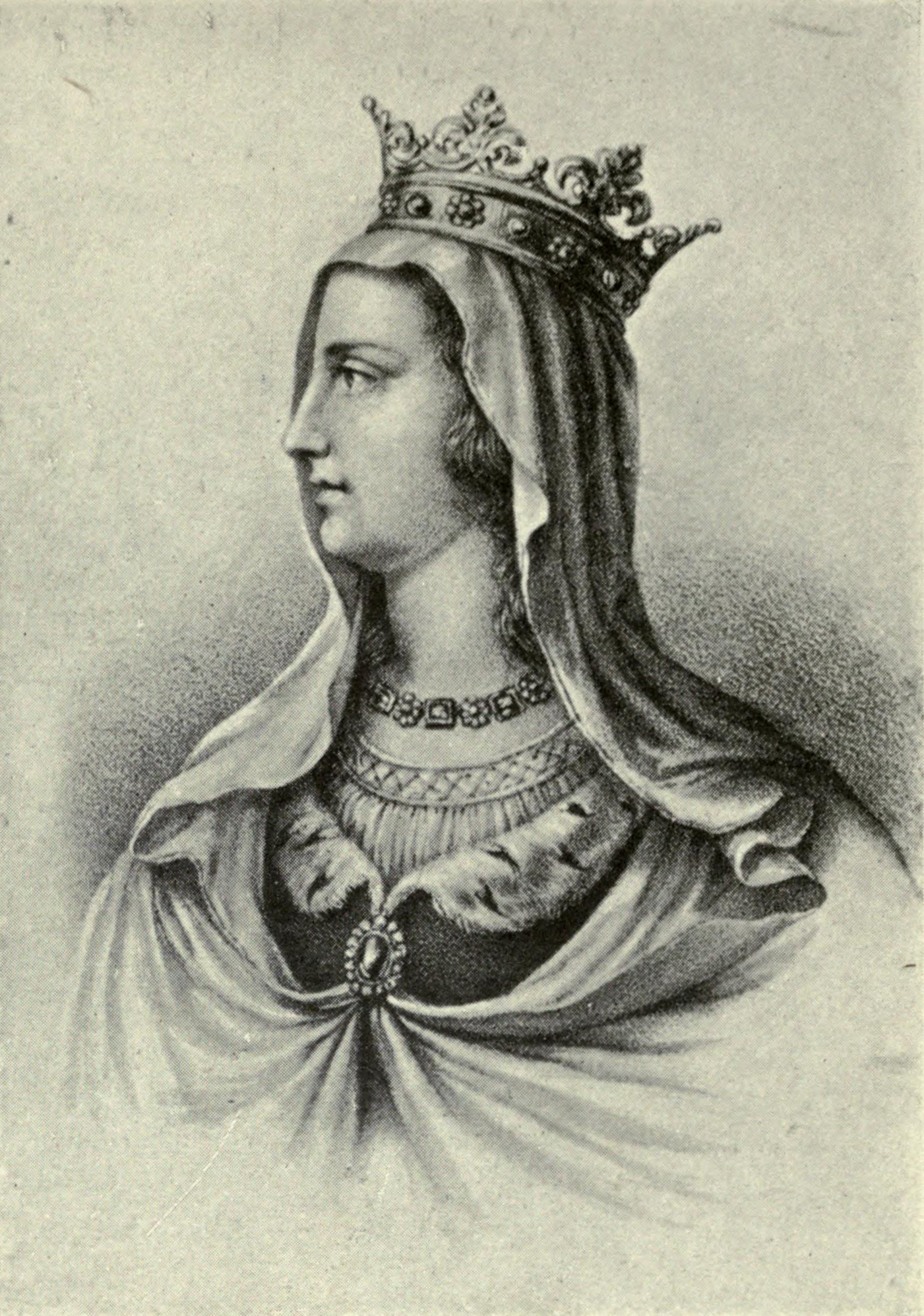
Isabelle d'Aragon, morte en 1271.

Cette page dresse une liste de personnalités mortes au cours de l'année 1271 :
- 12 janvier : Otton II, comte de Gueldre et de Zutphen.
- 18 janvier : Marguerite de Hongrie, fille du roi Béla IV, au couvent dominicain de l’île des Lièvres, qui devient l’île Marguerite[1].
- 28 janvier : Isabelle d'Aragon, infante d'Aragon, devenue brièvement reine de France durant cinq mois.
- février : Saint Sava II, saint de Serbie.
- 13 mars : Henri d'Almayne, comte de Cornouailles, puis roi des Romains.
- avril : Jean de Sully, archevêque de Bourges.
- 27 avril : Isabelle de France, reine de Navarre, comtesse de Champagne et fille du roi de France.
- avant le 3 mai : Poppon von Trimberg, évêque de Wurtzbourg.
- 9 mai : 
  - Warcisław II, duc de Gdańsk.
  - Gautier Ier, seigneur brabançon.
- 27 juillet : Maredudd ap Rhys Gryg, prince de la maison de Dinefwr qui règne sur une partie du Cantref Mawr.
- 28 juillet : Gautier de Bourg, seigneur de Connaught et comte d'Ulster.
- 9 août : Barak, khan de Djaghataï.
- 21 août : Alphonse de Poitiers, comte de Poitiers et de Toulouse.
- 25 août : Jeanne de Toulouse, comtesse de Toulouse et marquise de Provence.
- 24 septembre : Conrad Ier, comte d'Urach et de Fribourg-en-Brisgau.
- 25 octobre ou 6 novembre : Henri de Suse, cardinal, évêque d'Ostie, grand spécialiste du droit canon.
- 23 novembre : Malise II, ou Maol Íosa II, noble écossais, 5e comte de Strathearn.

- Abbé Nicolas Alexandre, bénédictin français, vingt-troisième abbé du Mont Saint-Michel.
- Vardan Areveltsi, ou Vardan Gandzaketsi (Vardan de Gandzak), Aghvanits Vardan (Vardan d'Aghbanie), Vardan Kiliketsi (Vardan de Cilicie), Vardan Mets (Vardan le Grand), Vardan Patmich (Vardan l'Historien), Vardan Vardapet, ou Vardan l'Oriental, historien, géographe, philosophe et traducteur arménien.
- Haci Bektas Veli (né en 1210), fondateur du puissant ordre religieux des Bektachis au centre ouest de l’Anatolie.
- Baraq, prince djaghataïde qui a régné sur le khanat de Djaghataï.
- Engelbert V d'Enghien, chevalier, seigneur d'Havré et châtelain de Mons.
- Géraud de Frachet, historien officiel et le grand hagiographe de l’Ordre mendiant des Dominicains.
- Marguerite de Hongrie, moniale dominicaine hongroise.
- Gilles de Sorcy, 55e évêque de Toul.
- Bouchard V, comte de Vendôme de la Maison de Montoire.
- Gamelin, évêque de Saint Andrews, régent pendant la minorité du roi Alexandre III et lord Chancelier d'Écosse.
- Haci Bektas Veli, ou Sayyid Hünkar Hadji Bektaş Veli, descendant du prophète par Ali ar-Rida.
- Iaroslav III, grand-prince de Vladimir.

date incertaine (vers 1271)
- Constance de Portugal, ou Constance de Bourgogne et Castille ou Constance Alfonso de Portugal, infante portugaise.

## Crédit d'auteurs
- Cet article est partiellement ou en totalité issu de l'article intitulé « 1271 » (voir la liste des auteurs).